# Best Film
Best Film Co Sp. z o.o. — polski dystrybutor filmowy działający od 1995 roku. Siedziba przedsiębiorstwa mieści się przy ulicy Czerniakowskiej 73/79 w Warszawie.
Przedsiębiorstwo zaczęło swoją działalność jako jeden z pierwszych profesjonalnych polskich dystrybutorów filmowych po 1989; początkowo działało na rynku kaset wideo, później zaś zajęło się dystrybucją filmów i programów w kinach, na płytach Blu-ray oraz na życzenie. Best Film pośredniczył w dystrybucji takich polskich filmów, jak Mój Nikifor (2004) Krzysztofa Krauzego, Jasminum (2006) Jana Jakuba Kolskiego, Pora umierać (2007) Doroty Kędzierzawskiej, Erratum (2010) Marka Lechkiego, Wymyk (2011) Grzegorza Zglińskiego, Młynarski. Piosenka finałowa (2017) Alicji Albrecht. Best Film dystrybuowało także w Polsce nagradzane filmy zagraniczne, takie jak Wszystko wszędzie naraz (2022) Daniela Kwana i Daniela Scheinerta oraz Ennio (2022) Giuseppe Tornatore.

## Wyróżnienia i nagrody
Best Film został kilkakrotnie uhonorowany Nagrodą Polskiego Instytutu Sztuki Filmowej przyznawaną w kategorii „dystrybucja polskiego filmu”:
- 2018 za dystrybucję filmu Młynarski. Piosenka finałowa[7]
- 2021 za dystrybucję filmu Skandal. Ewenement Molesty[8]